# Henry Février

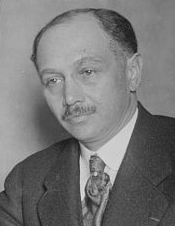
Henry Février.

Henry Février (n. 2 de octubre de 1875-6 de julio de 1957) fue un compositor francés. Es el hijo del arquitecto Jules Février y el padre del pianista Jacques Février.
Estudió en el Conservatorio Nacional Superior de Música y de Danza de París y sus maestros incluyen a André Messager, Jules Massenet y Gabriel Fauré. Sus primeras composiciones consistieron en música de cámara

## Óperas
- Le Roi aveugle (1906)
- Monna Vanna (1909)
- Carmosine (1913)
- Gismonda (1919)
- La Damnation de Blanchefleur (1920)
- L'Île désenchantée (1925)
- Oletta, la fille du Corse (1927)
- La Femme nue (1929)
- Sylvette (opereta en colaboración con Marc Delmas, 1932).